# Yasaharu Terakura
Yasaharu ("Yash", "Yashi") Terakura är en japansk ingenjör som var produktionschef för den japanska delen av Commodore Business Machines (CBM) som formgav den framgångsrika hemdatorn VIC-20 och den mindre framgångsrika Commodore MAX.
Terakura påbörjade sin karriär 1973 med att konstrutera digitala räknemaskiner för Commodore Japan. 1978 blev han teknisk chef för Commodore Business Machines Japan. Han utvecklade Commodores första PET-dator med färggrafik innan han överfördes till USA som utvecklingschef för att konstruera nya produktlinjer för persondatorer med färggrafik. Från 1985 till 1988 var han konsult för flera olika företag, följt av VD för HAL America (ett dotterbolag till HAL Laboratories) från 1988 till 1994 och därefter åter konsult. 2007 blev han teknisk direktör för Throwback Entertainment i Toronto.